# Тайбольское
Тайбо́льское — деревня в Пашском сельском поселении Волховского района Ленинградской области.

## История

Ptvkb lthtdyb Тайбольское на карте 1940 года

По данным 1966 и 1973 годов деревня Тайбольское входила в состав Пашского сельсовета Волховского района.
По данным 1990 года деревня Тайбольское входила в состав Рыбежского сельсовета.
В 1997 году в деревне Тайбольское Рыбежской волости проживали 39 человек, в 2002 году — 36 человек (русские — 97 %).
В 2007 году в деревне Тайбольское Пашского СП — 37, в 2010 году — 39.

## География
Деревня расположена в северо-восточной части района близ автодороги 41К-021 (Паша — Часовенское — Кайвакса).
Расстояние до административного центра поселения — 12 км.
Расстояние до ближайшей железнодорожной станции Паша — 10 км.
Деревня находится на левом берегу реки Паша.

## Демография
| 1997 | 2002 | 2007 | 2010 | 2012 | 2017 |
| ---- | ---- | ---- | ---- | ---- | ---- |
| 39   | ↘36  | ↗37  | ↗39  | ↘35  | ↗37  |

### Национальный состав
Согласно данным Всероссийской переписи населения 2021 года в деревне проживали 32 человека, все русские.